# 미야모토 쓰네야스
미야모토 쓰네야스(일본어: 宮本 恒靖, 1977년 2월 7일 ~ )는 일본의 전 축구 선수이자 현 축구 행정가로 현재 일본 축구 협회의 회장직을 맡고 있으며 2번의 FIFA 월드컵 본선(2002, 2006)에도 참가했다.

## 통계
| 일본 | 일본 | 일본 |
| 연도 | 출전 | 득점 |
| ---- | ---- | ---- |
| 2000 | 2    | 0    |
| 2001 | 3    | 0    |
| 2002 | 11   | 0    |
| 2003 | 10   | 0    |
| 2004 | 19   | 2    |
| 2005 | 15   | 1    |
| 2006 | 11   | 0    |
| 통산 | 71   | 3    |

## 경력
- 1993년 FIFA U-17 세계 축구 선수권 대회 국가대표
- 1997년 FIFA 세계 청소년 축구 선수권 대회 국가대표
- 1998년 아시안 게임 국가대표
- 2000년 하계 올림픽 국가대표
- 2002년 FIFA 월드컵 국가대표
- 2003년 FIFA 컨페더레이션스컵 국가대표
- 2003년 동아시아 축구 선수권 대회 국가대표
- 2004년 AFC 아시안컵 국가대표
- 2005년 FIFA 컨페더레이션스컵 국가대표
- 2005년 동아시아 축구 선수권 대회 국가대표
- 2006년 FIFA 월드컵 국가대표
- 현재 일본 축구 협회 회장

## 대회 성적

### 클럽 (선수)
감바 오사카
- J1리그 : 우승 (2005), 3위 (2002, 2004, 2006)
- J리그컵 : 준우승 (2005), 4강 (2002)
- 천황배 : 준우승 (2006), 4강 (1995, 1996, 1997, 2000, 2004, 2005)
- 일본 슈퍼컵 : 준우승 (2006)

 레드불 잘츠부르크
- 오스트리아 분데스리가 : 우승 (2006-07), 준우승 (2007-08)

### 국가대표팀 (선수)
일본
- EAFF E-1 풋볼 챔피언십 : 준우승 (2003, 2005)
- AFC 아시안컵 : 우승 (2004)

### 클럽 (지도자)
감바 오사카
- J1리그 : 준우승 (2020)
- J리그컵 : 4강 (2019)
- 천황배 : 준우승 (2020)

### 개인 수상
- AFC 아시안컵 베스트 팀 : 2004